# Premio Pictet
El Premio Pictet es un galardón fotográfico que tiene como temática el desarrollo sostenible. Tiene una convocatoria anual y está dotado con 100.000 francos suizos y patrocinado por el grupo financiero Pictet & Cie y el periódico Financial Times. Cada año se realiza sobre un tema concreto y la participación en el concurso se realiza por invitación expresa de un grupo de 76 seleccionadores procedentes del campo de las Bellas Artes o de los medios de comunicación. Cada fotógrafo seleccionado deberá realizar una serie, con un máximo de diez fotografías, sobre el tema elegido ese año. El tema sobre el que tratará la convocatoria se da a conocer en los Encuentros fotográficos de Arlés. 
El premio se otorga desde el año 2008 y tiene como presidente de honor a Kofi Annan, antiguo secretario general de la ONU. Las obras seleccionadas cada año realizan una gira de exposiciones al año siguiente y se editan en un libro. 

## Ganadores por año
| Edición | Año  | Tema          | Ganador         | Obra                                     | Notas                                                                     | Ref.        |
| ------- | ---- | ------------- | --------------- | ---------------------------------------- | ------------------------------------------------------------------------- | ----------- |
| 1       | 2008 | "Agua"        | Benoit Aquin    | La cuenca de polvo china                 | Sobre la problemática de la desertificación en China                      | [ 2 ]       |
| 2       | 2009 | "Tierra"      | Nadav Kander    | Yangtsé, la serie del largo río, 2006-07 | Aborda los cambios a lo largo del río en los paisajes y las comunidades.  | [ 3 ]       |
| 3       | 2011 | "Crecimiento" | Mitch Epstein   | American Power                           | Estudia el crecimiento en los Estados Unidos.                             | [ 4 ] [ 5 ] |
| 4       | 2012 | "Poder"       | Luc Delahaye    | Trabajos diversos: 2008 – 2011           | Aborda el poder político, la fuerza de la naturaleza y sus consecuencias. | [ 6 ] [ 7 ] |
| 5       | 2014 | "Consumo"     | Michael Schmidt | lebensmittel                             |                                                                           | [ 8 ]       |
| 6       | 2015 | "Desorden"    | Valérie Belin   | Still life                               |                                                                           | [ 9 ]       |
| 7       | 2017 | "Espacio"     | Richard Mosse   | Heat Maps                                |                                                                           | [ 10 ]      |
| 8       | 2019 | "Esperanza"   | Joana Choumali  | Ça va aller                              |                                                                           | [ 11 ]      |